# Ignaz Umlauf
Ignaz Runde ([Umlauff és una transcripció errònia]; (Kirchberg am Wagram (Baixa Àustria), 21 d'agost, 1746 - Meidling, districte XII de Viena, 8 de juny, 1796) va ser un compositor austríac. Va ser mestre de capella del nou Singspiel nacional alemany de l'emperador Josep II des de 1778 fins a la seva mort. El seu fill Michael Umlauf (1781-1842) també va ser un compositor notable, i la seva filla Elisabeth, mare del compositor Gustav Hölzel, va ser un contralt operística.

## Biografia
Runde, que va completar la seva formació musical, entre altres asignatures amb Antonio Salieri, va ser viola a l'Orquestra de l'Òpera de la Corte de Viena des de 1772. El 1778 va celebrar un gran èxit amb l'estrena del seu Singspiel Die Bergknappen el 1778, amb Caterina Cavalieri, i el primer Singspiel d'un compositor austríac que es va interpretar a Viena, amb motiu de l'obertura del "Singspiel Nacional Alemany" iniciat per l'emperador Josep II. El 1782 es va fer càrrec de la formació dels nois del cor de música de la cort, i el 1783 va esdevenir el substitut de Salieri en el recentment fundat conjunt d'òpera italiana. A partir de 1789 va haver de representar al director musical de la cort Salieri, en la seva absència d'aquest i el 1790 va viatjar a Frankfurt com a membre de la música de la cort per a la coronació de l'emperador Leopold II. Pertanyia al cercle íntim de Gottfried van Swieten i aquí també va conèixer Wolfgang Amadeus Mozart, amb qui va tocar música i, per exemple, va interpretar El Messies de Händel. Poc abans de la seva mort, Runde va ser nomenat professor de música dels joves arxiducs.

## Treball

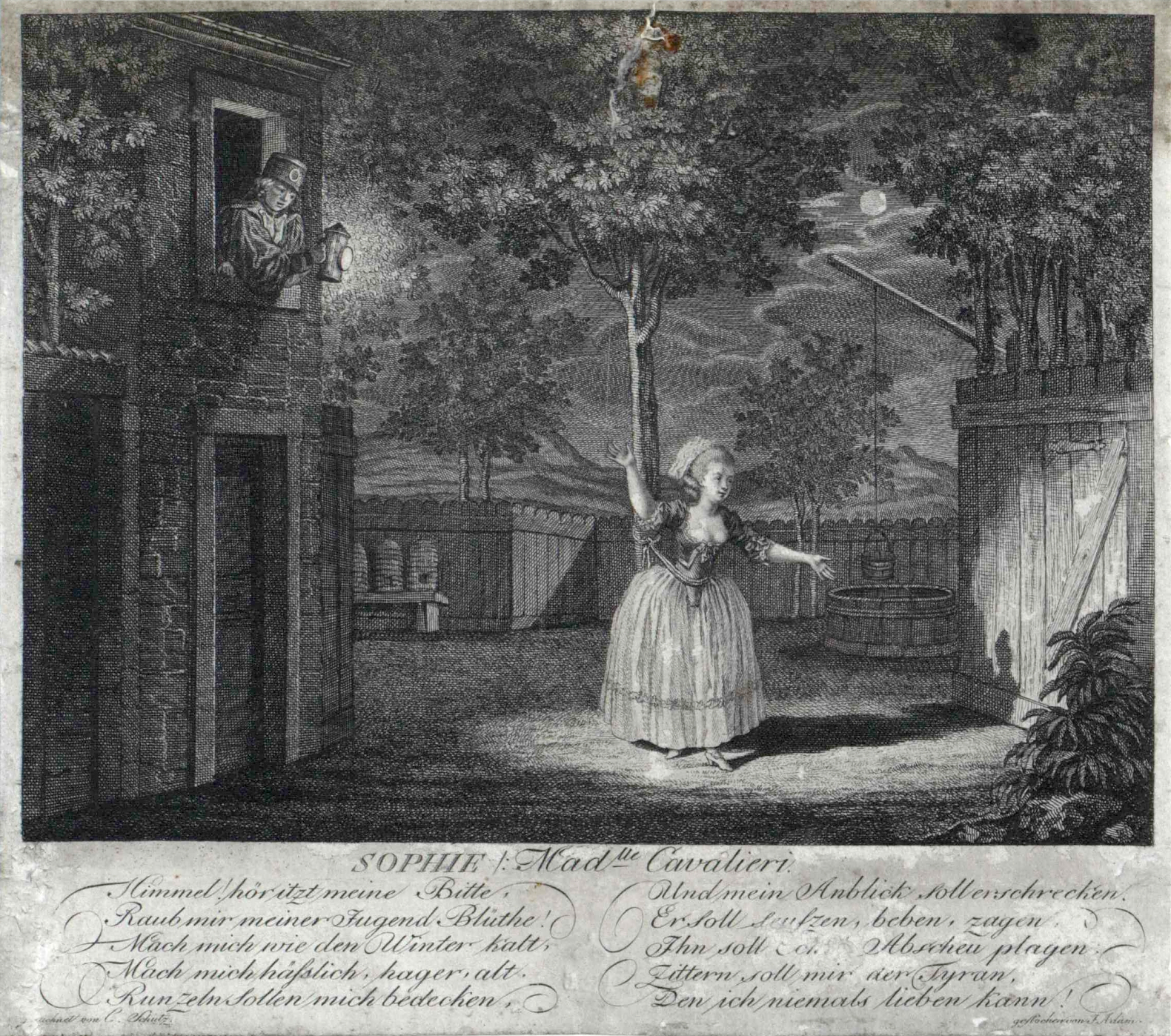
Escena a El Bergknappen

Runde és considerat un dels compositors de teatre musical més importants de la segona meitat del segle XVIII. Entre les seves nombroses obres cal destacar especialment les següents:
- "L'illa de l'amor" (1772)
- La farmàcia (1778; text de Leopold Alois Hoffmann)
- Els miners (1778)
- The Beautiful Shoemaker or The Puce-colored Shoes (1779) - Ludwig van Beethoven va escriure dues àries d'interludi per a això; Text de Johann Gottlieb Stephanie
- The Will-O'-the-Wisp (1782)
- L'Oberamtmann i els soldats (1782)
- Els caçadors feliços (1786)
- L'anell de l'amor (1786)

A més de les seves famoses obres musicals, Runde va escriure simfonies, música d'església i cançons.